# Colom fotògraf

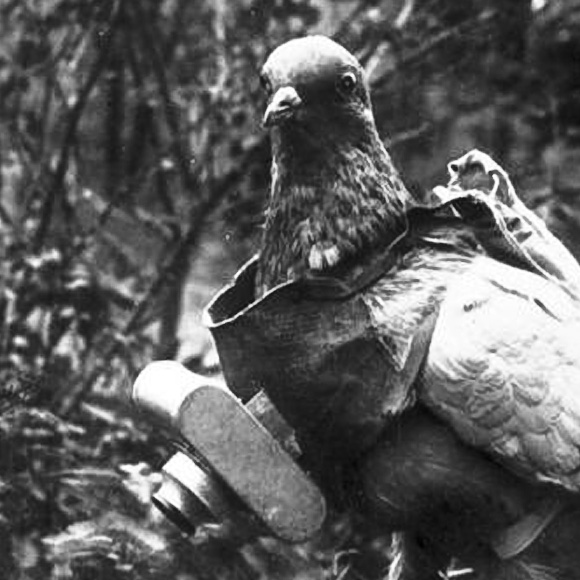
Colom fotògraf, probablement durant la Primera Guerra Mundial

El colom fotògraf és un mètode de fotografia aèria inventat per l'apotecari alemany Julius Neubronner el 1907, que utilitzava coloms per entregar medicaments.
El mètode consisteix a equipar un colom missatger amb una càmera amb temporitzador agafada amb un arnès que transfereix el pes d'una petita càmera a la part posterior del pit. En deixar anar el colom, aquest torna al colomar per un camí i una velocitat relativament predictibles. Això permet controlar els indrets on el disparador automàtic prendrà les fotografies aèries.
La sol·licitud de patent alemanya de Neubronner va ser rebutjada inicialment, però se li va concedir el desembre de 1908 quan va obtenir fotografies autèntiques preses pels seus coloms. Va publicar el mètode a l'Exposició Fotogràfica Internacional de Dresden de 1909, i va vendre algunes imatges com a postals a l'Exposició Internacional d'Aviació de Frankfurt i al Paris Air Show de 1910 i 1911. Al començament, el potencial militar del colom fotògraf per al reconeixement aeri semblava atractiu. Proves de camp de batalla de la Primera Guerra Mundial van donar resultats encoratjadors, però calia disposar de colomars mòbils per a coloms missatgers. A causa del ràpid perfeccionament de l'aviació durant la guerra, l'interès militar pel colom fotògraf es va reduir i Neubronner abandonar els seus experiments. Una segona prova realitzada el 1930 pel rellotger d'Argòvia Adrian Michel no va tenir més èxit. No obstant això, el mètode va ser aplicat a petita escala durant la Segona Guerra Mundial, tant pel costat alemany com pel francès, i en la dècada de 1970 per la CIA.

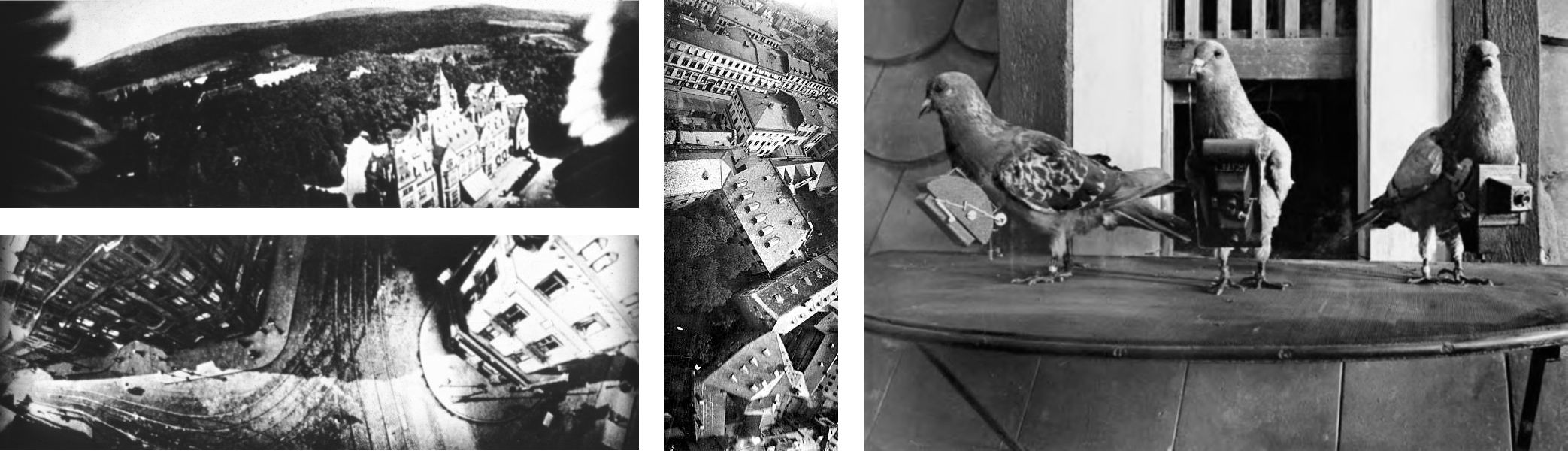
A dalt a l'esquerra: Fotografies aèries de Schlosshotel Kronberg preses per un colom fotògraf. A baix a l'esquerra i centre: de Frankfurt. Dreta: coloms equipats amb càmeres